# OpenEXR
OpenEXR es un formato de fichero para imágenes de alto rango dinámico desarrollado como un estándar abierto, junto con un conjunto de herramientas software, creado por Industrial Light and Magic, y liberado bajo una licencia de software libre similar a la licencia BSD.
Destaca porque soporta valores de coma flotante con 16 bits por canal, un bit de signo, cinco bits de exponente y un significante de 10 bits. Esto permite un rango dinámico de más de treinta pasos de exposición.
Muchos paquetes de software gráficos dan soporte al formato OpenEXR, entre los cuales se encuentran Artizen HDR, Autodesk Combustion, Blender, CinePaint, Houdini, Cinema 4D, After Effects 7 Professional, Mental ray, PRMan, Digital Fusion, Nuke, Toxik, Shake, Sony Vegas Pro 32 bits, Photoshop CS2 y Pixel Image Editor. También puede usarse desde el lenguaje de programación Cg y en Mac OS X desde la versión 10.4
Lightwave lo soporta mediante plugins de terceros (exrTrader), pero no de manera nativa.